# Cuzco
Pour les articles homonymes, voir Cuzco (homonymie).

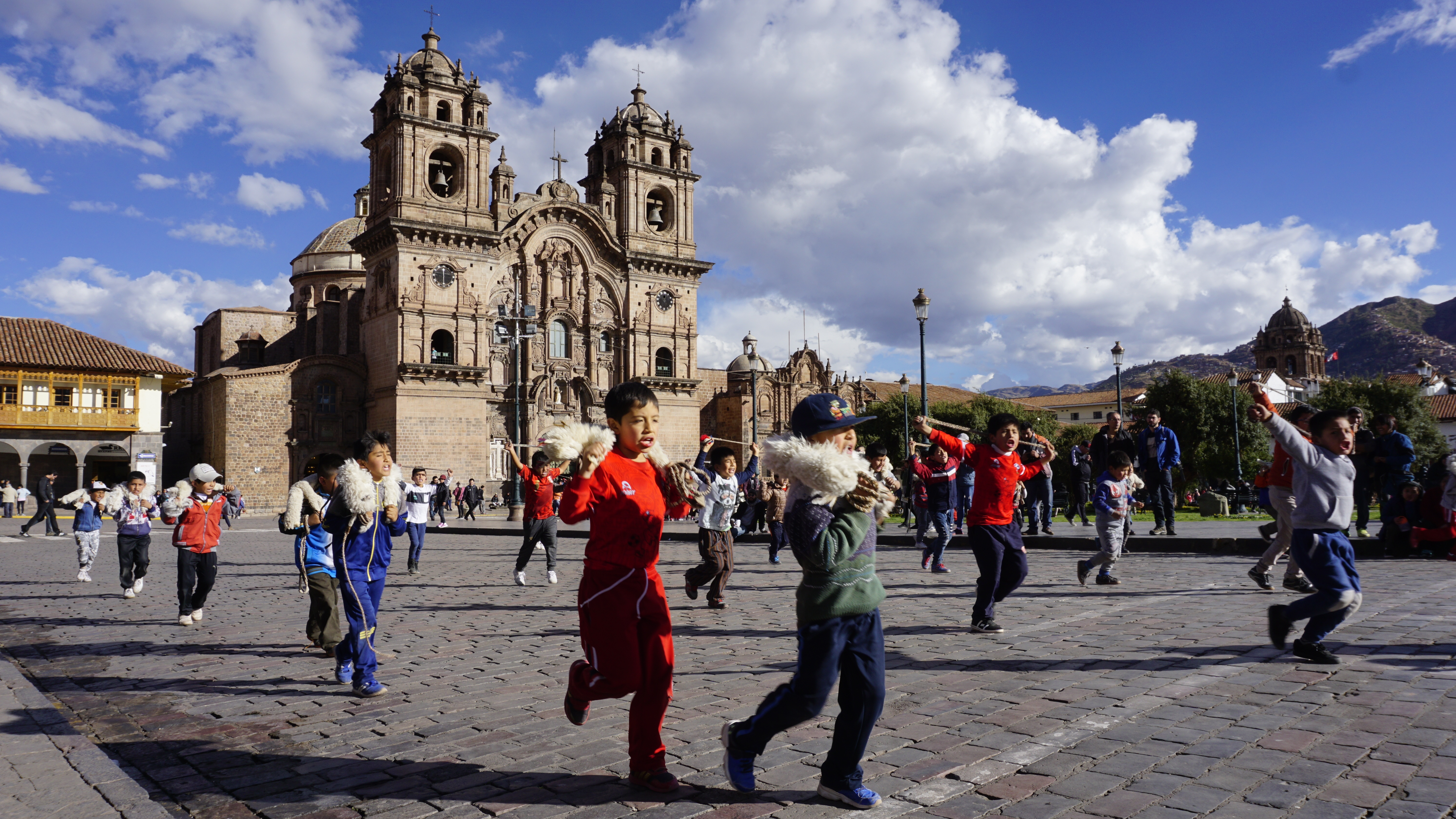
Enfants préparant une fête scolaire Plaza De Armas à Cuzco. Aout 2018.

Cuzco, Cusco (en espagnol péruvien), Qosqo ['qos.qɔ] ou Qusqu (en quechua) est une ville du sud-est du Pérou au milieu de la cordillère des Andes. C'est la capitale de la province (provincia) de Cuzco et de la Région (departamento) de Cuzco.
Cuzco est une ville d'altitude (environ 3 400 m) et compte une population de 437 000 habitants en 2017. Elle fut la capitale des Incas et a été longtemps un carrefour sur l'axe économique transandin mais s'est endormie quand l'activité commerciale s'est tournée vers Lima.
Cuzco possède un aéroport (aéroport international Alejandro-Velasco-Astete, code AITA : CUZ, code ICAO : SPZO) qui doit être transféré à Chinchero.

## Toponymie

### Étymologie
Le toponyme Cuzco est sans doute d'origine aymara (peuple dont est issue la dynastie inca), de l'expression qusqu wanka (« rocher du hibou »). Dans la légende des frères Ayar, Ayar Auca occupe le site de Cuzco en volant pour se poser sur un rocher de la région et marquer leur territoire d'occupation en se pétrifiant :

« "Allez-y en volant (on dit que des ailes lui avaient poussé) et, en vous asseyant, prenez possession du lieu où vous voyez cette borne, car nous irons bientôt le peupler et y vivre". Ayar Auca, ayant entendu les paroles de son frère, se leva sur ses ailes et se rendit à l'endroit que Manco Capac lui avait ordonné, et s'asseyant là, il se transforma en pierre et devint une marque de possession, qui dans l'ancienne langue de cette vallée s'appelle cozco, d'où le nom de Cuzco donné à ce lieu jusqu'à ce jour." »

Cette étymologie s'est largement perdue dans le savoir populaire, et Inca Garcilaso de la Vega en proposa une totalement différente :

« Ils ont pris pour centre de l'Empire Inca la ville de Cozco, qui dans la langue particulière des Incas veut dire nombril de la terre : ils l'ont appelé nombril par ressemblance, parce que tout le Pérou est long et étroit comme un corps humain, et cette ville en est presque le milieu. »

C'est sans doute l'origine de l'étymologie largement diffusée de « milieu du pays » en quechua, langue vernaculaire de l'empire, mais non des Incas eux-mêmes.

### Graphie
Si la graphie Cuzco est plus usitée ailleurs, Cusco est généralisée au Pérou, et considérée comme la seule correcte pour la majeure partie de ses habitants ; elle comportait en outre un article (El Cusco), qui subsiste au moins dans la contraction avec les préposition de et a : « Plaza de Armas del Cusco », « ir al Cusco ». Cette graphie a été officialisée par la municipalité en 1971 et par le ministère de l'Éducation en 1986. Toutefois, en 1990, la municipalité a choisi de passer pour ses documents à la graphie quechua Qosqo.

## Population
| District                                                                       | Superficie (km2) | Population 2017* (hab) | Densité (hab/km2) | Altitude (m) |
| ------------------------------------------------------------------------------ | ---------------- | ---------------------- | ----------------- | ------------ |
| Cuzco                                                                          | 116,22           | 114 630                | 936,1             | 3 399        |
| San Jerónimo                                                                   | 103,34           | 57 075                 | 279,2             | 3 244        |
| San Sebastián                                                                  | 89,44            | 112 536                | 955,6             | 3 244        |
| Santiago                                                                       | 69,72            | 94 756                 | 950,6             | 3 400        |
| Wanchaq                                                                        | 6,38             | 58 541                 | 8546,1            | 3 366        |
| Total                                                                          | 385,1            | 437 538                | 929,76            | —            |
| Données récoltées par l'Instituto Nacional de Estadística e Informática (INEI) |                  |                        |                   |              |

## Histoire et archéologie de Cuzco

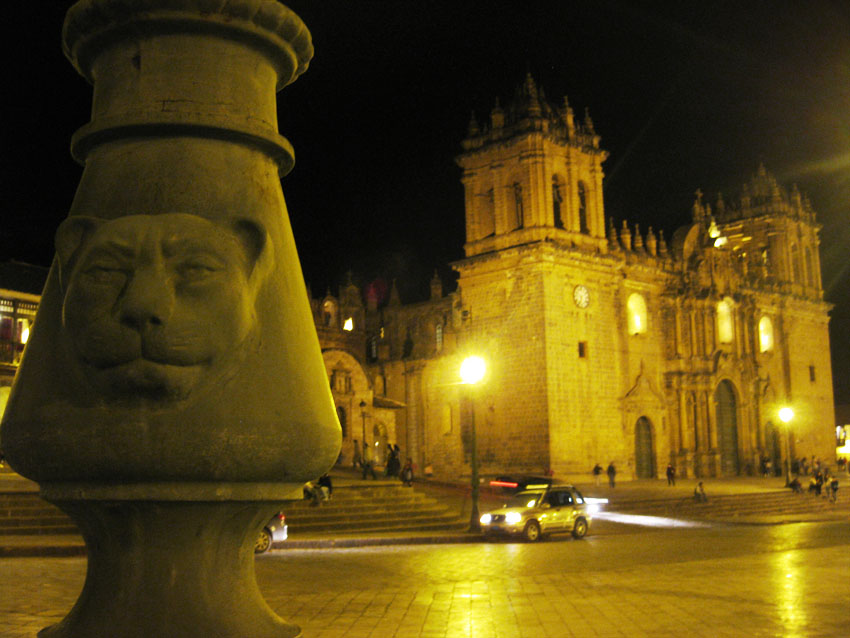
La cathédrale Notre-Dame-de-l'Assomption de Cuzco de nuit, Place d'armes

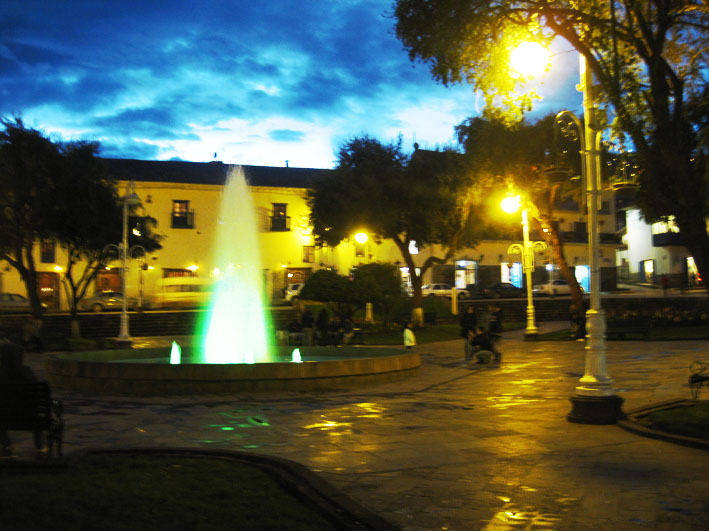
Vue de nuit de la Place Regocijo.

Qosqo fut la capitale de l'Empire inca (Tawantinsuyu).
Malgré de récentes études archéologiques de la ville et des styles architecturaux qui la compose, suggérant ainsi une origine bien plus ancienne que celle des Incas, et donc une histoire plus profonde liée à d'autres civilisations ou cultures ayant fondé le lieu avant l'arrivée des Incas, la légende veut que la ville ait été fondée au XIe siècle ou au XIIe siècle par Manco Capac et Mama Ocllo après leur « naissance » dans le lac Titicaca. Avant l'arrivée des conquistadors, la ville était partagée en quatre quartiers, occupés par les Incas et des ressortissants des tribus de leur empire. Les principaux monuments dataient de l'Inca Pachacutec (ou Pachacuti), qui avait entrepris la rénovation et la reconstruction intégrale de la ville.
On peut encore admirer les murs incas originels dans certaines rues de la ville ou même le temple du Soleil, ou Coricancha, de nouveau révélé au monde après le tremblement de terre de 1950. En effet sur les fondations de ce temple avait été bâti le couvent Santo Domingo, fortement endommagé par le séisme.
La première description écrite de Cuzco est réalisée par Pedro Sánchez de la Hoz, secrétaire officiel du conquistador Francisco Pizarro. Le rapport de Sánchez survécut, publié en 1556 à Venise par l'entremise de Giovanni Battista Ramusio, il comprend une longue description de l’architecture et du plan de Cuzco. C'est le premier texte substantiel sur l'architecture et le plan de la colonie inca, écrit par un participant à la conquête du Pérou, et qui y passa un temps considérable. Il fournit des détails remarquables sur un lieu dont l'infrastructure reste encore incomplètement connue aujourd'hui. Selon Sánchez, l’une des caractéristiques les plus remarquables de la ville était une place qu'il affirme « faite de forme carrée, et pour la plus grande part plate, et pavée de petites pierres ». Une gravure sur bois (possiblement de Giacomo Gastaldi) accompagnait la description lors de sa première publication à Venise en 1556, et qui alimentera l’imaginaire sur Cuzco pendant au moins deux siècles.
Après avoir détruit une bonne partie de la ville en 1534, les Espagnols y érigèrent une cathédrale au XVIe siècle.
Elle est le théâtre des luttes indépendantistes. Ainsi, en 1572, Túpac Amaru, qui avait mené une campagne de rébellion contre les Espagnols, fut exécuté le 24 septembre 1572, avec sa femme, ses enfants et ses principaux partisans. En 1780, Túpac Amaru II réclame la liberté pour toute l'Amérique dans un mouvement révolutionnaire qui inspirera les luttes indépendantistes ultérieures, et qui le convertit en figure mythique pour la reconnaissance des droits des indigènes. Il fut écartelé et décapité en 1781 sur la place principale.
Au XIXe siècle, la ville perdit de son importance au profit d'Arequipa, mais la découverte du Machu Picchu en 1911 relança son essor en raison du tourisme.
Dès le début du XXe siècle, Cuzco devient le bastion des luttes sociales et politiques menées par des leaders tels que Emiliano Huamantica ou Saturnino Huillca (es). Une génération d'intellectuels et hommes politiques surgit alors et l'on y crée la première cellule communiste du Pérou qui sera à l'origine des profonds changements sociaux en faveur des indigènes et paysans. La ville est connue alors sous le nom de Cusco Rojo.
Actuellement Cuzco est le centre névralgique du tourisme culturel au Pérou. On peut trouver bon nombre de guides et d'excursions vers le Machu Picchu et la vallée sacrée autour de la Plaza de Armas, ainsi que des commerces, hôtels et restaurants.

## Patrimoine
- La Catedral de la Asuncion de la Santisima Virgen , sur la place d'Armes, au centre de la ville.
- L'Iglesia de la Compañia de Jesus, sur la place d'Armes, au centre de la ville.
- Iglesia de Andahuaylillas
- Iglesia de Belen
- Iglesia de San Jeronimo
- Iglesia de San Juan de Huaro
- Iglesia de Santisimo Salvador de Oropesa
- Iglesia de la Compañia de Jesus
- Convento de Santa Catalina
- Capilla Jesus Nazareno de Oropesa
- Convento de la Merced
- Convento de Santa Teresa
- Le musée Inca (Museo Inka).
- Le musée d'art précolombien (MAP).
- Le musée du cacao et du chocolat (ChocoMuseo).
- Le musée d'art religieux.
- Le musée d'histoire régionale.
- Le musée du Machu Picchu (Machu Picchu Museum Cusco).
- Le Coricancha.
- Le Kusicancha.
- La pierre aux 12 angles de la rue Hatun Rumiyoc[11].

## Climat
La ville de Cuzco, bien que située à une latitude voisine de l'équateur, bénéficie d'un climat tempéré en raison de son altitude très élevée. On distingue une saison sèche s'étendant de mai à septembre, juin étant le mois le moins arrosé avec 2,4 mm de précipitations, et une saison humide s'étendant d'octobre à avril, janvier étant le mois le plus arrosé, avec 160 mm de précipitations. Les nuits sont plus fraîches durant la saison sèche que durant la saison humide en raison de la sécheresse de l'air et de l'absence de nébulosité.
| Mois                              | jan. | fév.  | mars  | avril | mai  | juin | jui. | août | sep. | oct. | nov. | déc.  | année |
| --------------------------------- | ---- | ----- | ----- | ----- | ---- | ---- | ---- | ---- | ---- | ---- | ---- | ----- | ----- |
| Température minimale moyenne (°C) | 6,6  | 6,6   | 6,3   | 5,1   | 2,7  | 0,5  | 0,2  | 1,7  | 4    | 5,5  | 6    | 6,5   | 4,3   |
| Température maximale moyenne (°C) | 18,8 | 18,8  | 19,1  | 19,7  | 19,7 | 19,4 | 19,2 | 19,9 | 20,1 | 20,9 | 20,6 | 20,8  | 19,8  |
| Précipitations (mm)               | 160  | 132,9 | 108,4 | 44,4  | 8,6  | 2,4  | 3,9  | 8    | 22,4 | 47,3 | 78,6 | 120,1 | 737   |

## Autour de Cuzco

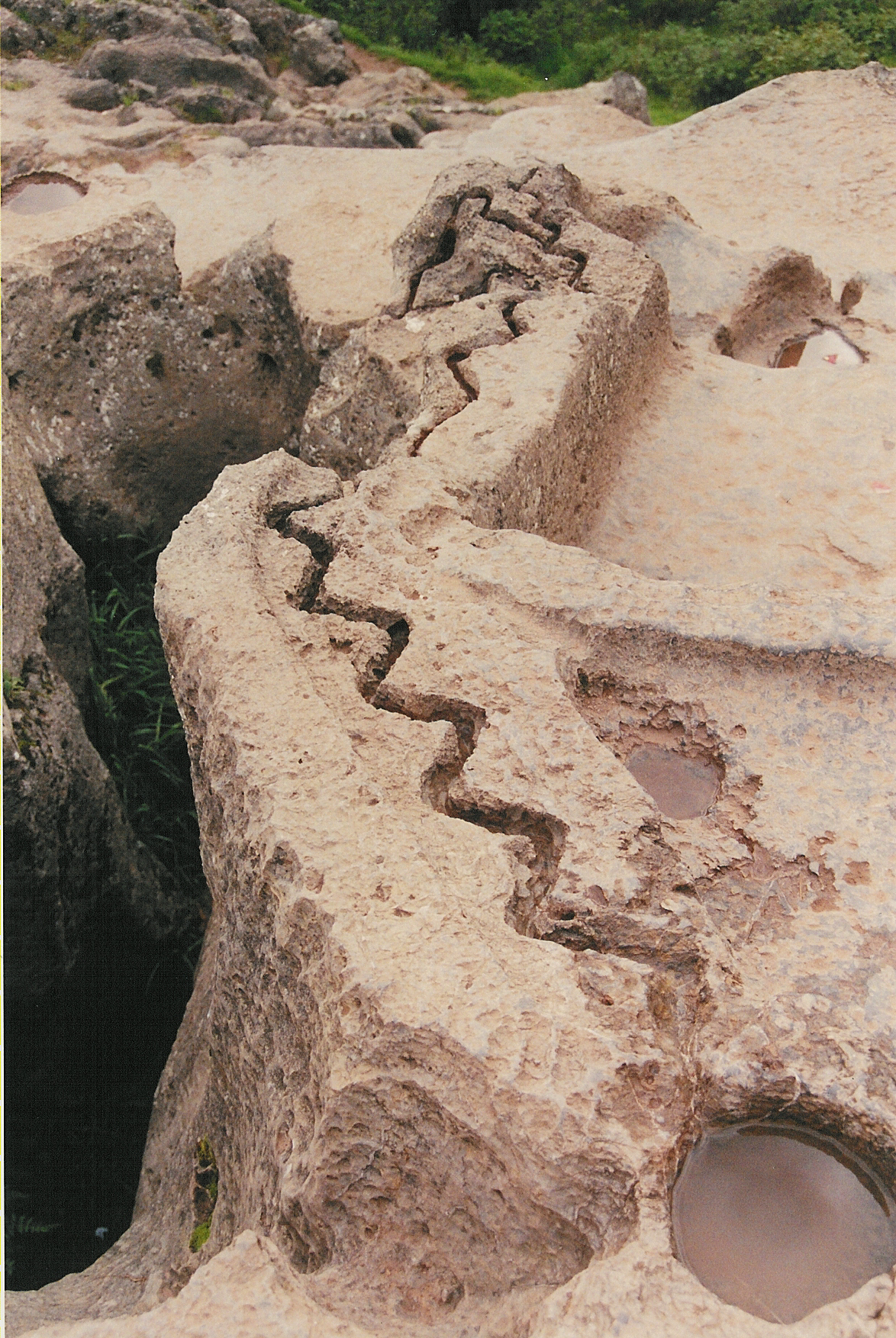
Qenko - Canalisations en zigzag.

- La forteresse de Sacsayhuamán (XVe siècle). Ce site, situé à deux kilomètres au-dessus de Cuzco, est impressionnant par ses trois énormes murs faits de pierres énormes assemblées dans le plus pur style Inca : sans mortier et avec un ajustement parfait. Certaines pierres font près de 6 m de haut pour presque autant de large. Sur ce site a lieu tous les ans la fête de l'Inti Raymi, fête du soleil à la mode Inca. Elle rassemble des milliers de touristes ; c'est la deuxième fête d'Amérique du Sud.[citation nécessaire]
- Le site de Qenko. Ce site archéologique est situé à 6 km de la ville de Cuzco et à 3 580 m d'altitude. En quechua, Qenko (aussi écrit Kenko, Kenco, Quenko ou Q'enko) signifie « labyrinthe ». Le labyrinthe de Qenko est caractérisé par ses canaux en zigzag et sa pierre placée au centre à la façon d'un autel. Il s'agit possiblement d'un lieu de culte où jadis les Incas adoraient le Soleil et la Lune.
- Le site de Puca Pucará (ou Pukapukara). Ce site est une construction inca dont les pierres paraissent rougeâtres. En fait, Puca Pucará signifie « fort rouge » en quechua. Il est probable que cet édifice ait servi de poste de garde ou de chasse au temps de l'Empire inca.
- Le site de Tambomachay. Ce site est connu pour ses canaux et chutes d'eau qui démontrent l'aptitude qu'avaient les architectes et les ingénieurs hydrauliques incas. Ce lieu est réputé être un centre de culte et d'hommage à l'eau.
- Le site de Raqchi.
- Le site de Pisac.

## La déclaration de Cuzco
Le 8 décembre 2004, l'ensemble des douze pays d'Amérique du Sud ont signé la Déclaration de Cuzco visant à créer la Communauté sud-américaine de nations sur le modèle de l'Union européenne.

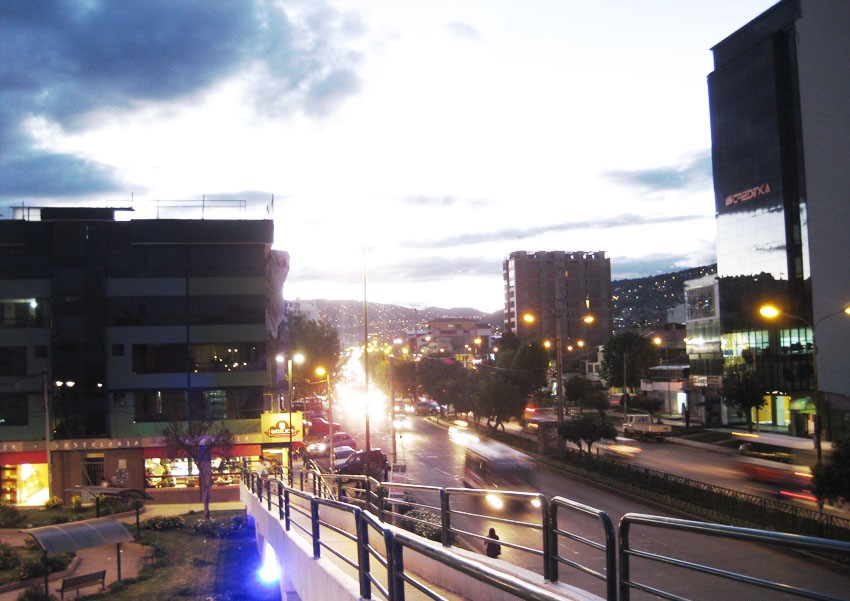
Centre financier de la ville, Av. de la Cultura, Cusco.

### Jumelages et partenariats
- Athènes (Grèce)
- Mexico (Mexique)
- Chartres (France)
- Cracovie (Pologne)

## Personnalités
(liste non exhaustive)
- Inca Garcilaso de la Vega (1539-1616), le premier grand écrivain péruvien, auteur des Comentarios Reales de los Incas.
- Diego Quispe Tito (1611-1681), principal représentant de l'école de Cuzco en peinture.
- Juan de Espinosa Medrano (1630?-1688), prédicateur et écrivain, figure de la littérature baroque de la vice-royauté du Pérou.
- Túpac Amaru II (1738-1781), célèbre rebelle indigène qui lutta contre les colons espagnols.
- Trinidad María Enríquez (1846-1891), activiste des droits des femmes.
- Clorinda Matto de Turner (1852-1909), écrivaine, fondatrice du mouvement indigéniste.
- Helba Huara (1900-1986), danseuse internationale, née à Cuzco, installée en France en 1936.
- Alberto Quintanilla (es) (1934), peintre et sculpteur installé en France.